# Đuro Horvatović
Đuro Horvatović (ponegdje i Đura; Svinjar, Kraljevina Hrvatska, 17. siječnja 1835. – Beograd, 13. ožujka 1895.) bio je srpski general i ministar vojske, podrijetlom iz Hrvatske. Ujak je osnivača hrvatskog domobranstva u austro-ugarskoj vojsci Marka Crljena (sin Đurine sestre Marije), te sin Stjepana Horvatovića, poručnika petrovaradinske graničarske pukovnije.

## Životopis
Đuro Horvatović rođen je u Svinjaru, 1835. godine. 
Iz austrijske vojske u činu potporučnika, prešao je u srpsku vojsku studenoga 1862. godine. Istaknuo se u Prvom srpsko-turskom ratu 1876. – 77., u kojem je kao potpukovnik zapovijedao Knjaževačkom vojskom. Na inicijativu generala Černjajeva promaknut je u čin pukovnika, i preuzeo je zapovjedništvo nad IV. korpusom, čijim je dijelom u boju kod Šumatovca napao desno krilo turske vojske i pridonio pobjedi srpske vojske.
U velikom ilustriranom kalendaru »Orao« povodom ovih uspjeha zabilježeno je:
U Drugom srpsko-turskom ratu 1877. – 1878. zapovijedao je Timočkim korom, s kojim je 24. prosinca 1877. godine zauzeo Belu Palanku, a četiri dana kasnije u sudjelovanju sa Šumadijskim korom i Pirot. U razdoblju od 1881. do 1885. godine bio je izaslanik u Petrogradu, a zatim zapovjednik aktivne vojske i njezin ministar 1886-87.
Preminuo je 13. ožujka 1895. godine u Beogradu.

## Vanjske poveznice
- Dragutin Pavličević. 2002. HORVATOVIĆ, Đuro. hbl.lzmk.hr — Hrvatski biografski leksikon (1983–2024), mrežno izdanje. Leksikografski zavod Miroslav Krleža. Pristupljeno 26. siječnja 2025.